# Keras
Keras是一个用Python编写的开源人工神经网络库，从2021年8月的版本2.6开始，它是在TensorFlow 2上建立的高层API；在版本2.4及以前能够在TensorFlow、Microsoft Cognitive Toolkit、Theano或PlaidML多个后端之上运行。Keras旨在快速实现深度神经网络，专注于用户友好、模块化和可扩展性，是ONEIROS（开放式神经电子智能机器人操作系统）项目研究工作的部分产物，主要作者和维护者是Google工程师弗朗索瓦·肖莱。肖莱也是XCeption深度神经网络模型的作者。
2017年，Google的TensorFlow团队决定在TensorFlow核心库中支持Keras。
Chollet解释道，Keras被认为是一个接口，而非独立的机器学习框架。它提供了更高级别、更直观的抽象集，无论使用何种计算后端，用户都可以轻松地开发深度学习模型。微软也向Keras添加了CNTK后端，自CNTK v2.0开始。

## 特色
Keras包含许多常用神经网络构建块的实现，例如层、目标、激活函数、优化器和一系列工具，可以更轻松地处理图像和文本数据。其代码托管在GitHub上，社区支持论坛包括GitHub的问题页面和Slack通道。
除标准神经网络外，Keras还支持卷积神经网络和循环神经网络。其他常见的实用公共层支持有Dropout、批量归一化和池化层等。
Keras允许用户在智能手机（iOS和Android）、网页或Java虚拟机上制作深度模型，还允许在圖形處理器和张量处理器的集群上使用深度学习模型的分布式训练。

## 使用
截至2017年11月，Keras声称拥有20多万用户。在KD Nuggets 2018年软件调查中，Keras的引用次数排名第十，使用率为22％。

## 延伸阅读
- Chollet, François; Allaire, J. J. . Manning. 2018. ISBN 978-1-61729-554-6.